# زلاتکو کرمپوتیچ
زلاتکو کرمپوتیچ (انگلیسی: Zlatko Krmpotić؛ زادهٔ ۷ اوت ۱۹۵۸) بازیکن سابق یوگسلاو و مربی فوتبال اهل صربستان است.
از باشگاه‌هایی که در آن بازی کرده‌است می‌توان به باشگاه ورزشی گنچلربیرلیغی و باشگاه فوتبال ستاره سرخ بلگراد اشاره کرد.
وی همچنین در تیم‌های ملی فوتبال زیر ۲۱ سال یوگسلاوی و یوگسلاوی بازی کرده‌است.